# حباجاوات
الحباجاوات (الاسم العلمي: Exochordeae)، قبيلة نباتات من فصيلة الوردية، ونتنمي إلى الفصيلة العليا اللوزاوات.

## الأجناس
1. حباجة جون لندلي، الصين وآسيا الوسطى.
2. Oemleria لودفيغ ريخنباخ، ساحل المحيط الهادئ ، أمريكا الشمالية.
3. Prinsepia Royle، آسيا